# رابین مک‌لیوی
رابین مک‌لیوی (انگلیسی: Robin McLeavy؛ زادهٔ ۱۹ ژوئن ۱۹۸۱) یک هنرپیشه اهل استرالیا است.

## فیلم‌شناسی
- ۴۸ Shades (۲۰۰۶)
- The Loved Ones (۲۰۰۹)
- جهنم متحرک (۲۰۱۶-۲۰۱۱)
- آبراهام لینکلن: شکارچی خون آشام (۲۰۱۲)
- Super Fun Night (TV Series) ۲۰۱۴